# SMS Don Juan d'Austria (1875)
Pour les autres navires du même nom, voir SMS Don Juan d'Austria.
Le SMS Don Juan d'Austria, deuxième du nom, était un navire cuirassé construit pour la marine austro-hongroise dans les années 1870, le second de la classe Ersatz Kaiser Max de type navire à batterie centrale.

## Conception

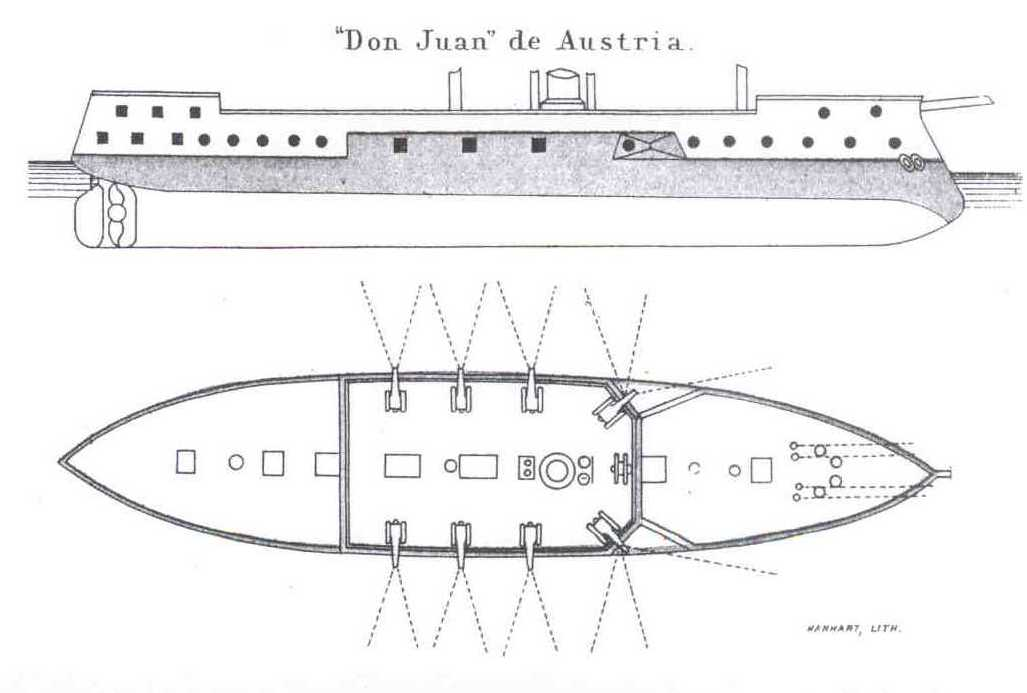
Dessin du Dom Juan d'Austria

Le navire était prétendument le même navire qui avait été posé en 1861 et avait simplement été reconstruit. C'était une fiction, cependant; le chef de la marine austro-hongroise n'a pas pu obtenir de financement pour de nouveaux navires, mais les projets de reconstruction n'étaient pas controversés, il a donc "reconstruit" les trois premiers cuirassés de classe Kaiser Max.
Seuls les moteurs et les pièces de la plaque de blindage ont été réutilisés dans le nouveau Kaiser Max, qui a été posé en février 1874, lancé en décembre 1875 et mis en service en octobre 1876. La carrière du navire a été assez limitée, en partie à cause de budgets navals restreints qui ont empêché une utilisation active. Elle a effectué des visites à l'étranger et a participé à des exercices d'entraînement limités dans les années 1880 et 1890. Depuis longtemps obsolète, le Don Juan d'Austria a été retiré du service en 1904 et utilisé comme navire-caserne pendant la Première Guerre mondiale. Après la guerre, il a coulé dans des circonstances peu claires.